# Sutton Bonington
Sutton Bonington – wieś w Anglii, w hrabstwie Nottinghamshire, w dystrykcie Rushcliffe. Leży 17 km na południowy zachód od miasta Nottingham i 165 km na północny zachód od Londynu.